# Long Apung Airport
Long Apung Airport är en flygplats i Indonesien.   Den ligger i provinsen Kalimantan Timur, i den nordvästra delen av landet, 1 300 km nordost om huvudstaden Jakarta. Long Apung Airport ligger 655 meter över havet.
Terrängen runt Long Apung Airport är huvudsakligen lite kuperad. Long Apung Airport ligger nere i en dal. Runt Long Apung Airport är det mycket glesbefolkat, med 2 invånare per kvadratkilometer. I omgivningarna runt Long Apung Airport växer i huvudsak städsegrön lövskog.